# Kesterbeek

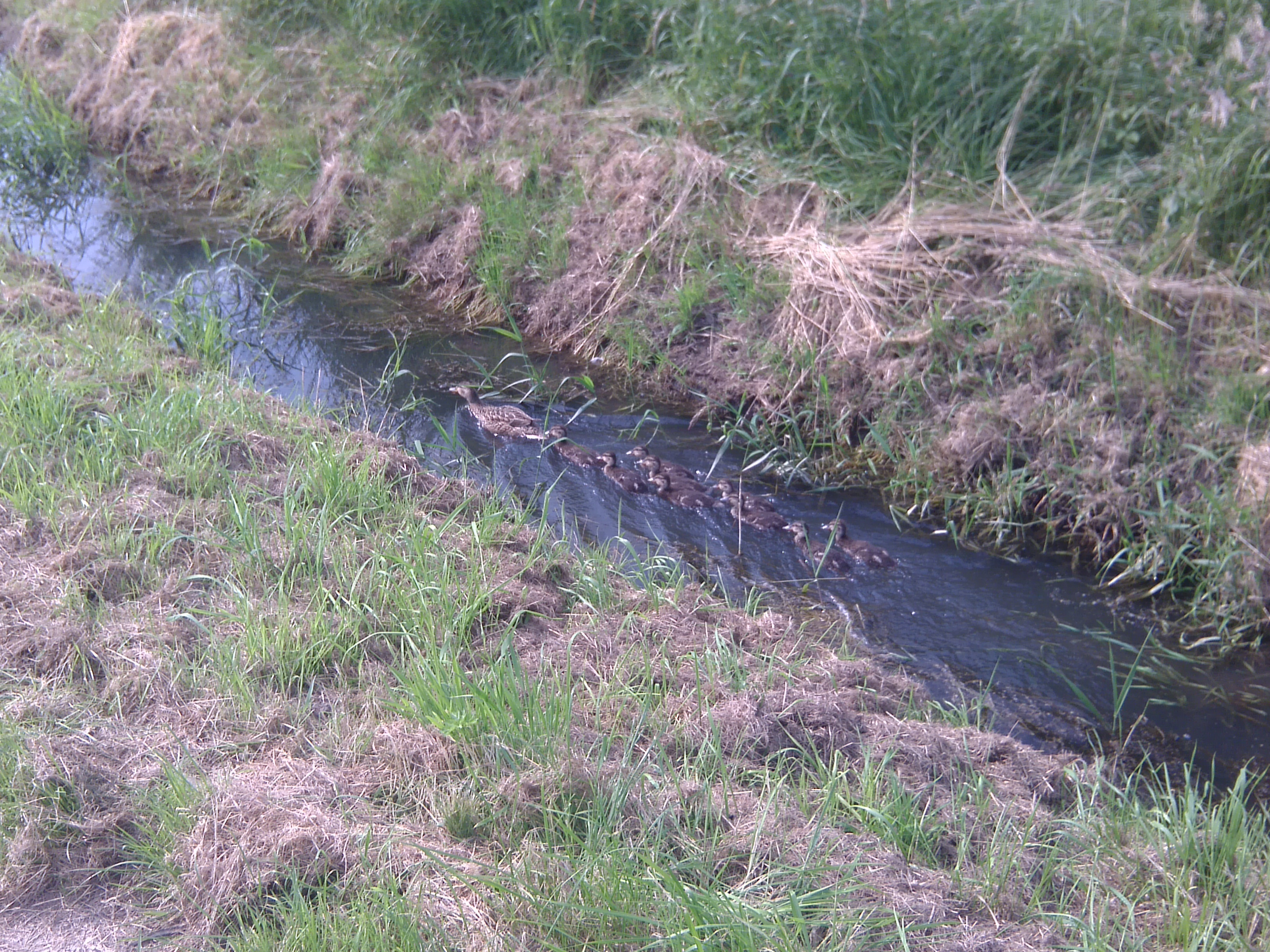
Een moedereend zwemt met haar 9 kuikentjes in de Kesterbeek vlak naast de Bosstraat in Zemst-Bos.

De Kesterbeek is een beek die stroomt door de Belgische provincies Vlaams-Brabant en Antwerpen.
De Kesterbeek ontspringt in het oosten van de gemeente Grimbergen, niet ver van de Verbrande Brug en dat op een hoogte van 14 meter. De beek doorkruist dan de gemeente Zemst en gaat recht door het midden van het gehucht Zemst-Bos. Daarna stroomt de beek verder om ruim een kilometer ten noorden van Zemst in de Leibeek uit te monden, op het grondgebied van Mechelen.

## Geschiedenis
Omdat de beek nogal wat afvalwater te verwerken krijgt van enkele aanpalende huizen werd er van 2013 tot 2014 een waterzuiveringsinstallatie gebouwd in de Bosstraat te Zemst-Bos, dit om de verdere loop van de Kesterbeek zuiver te laten verlopen. Het project kostte € 1.167.000. Op 18 april 2015 vond er een opendeurdag plaats voor alle buurtbewoners.